# Facundo Pérez
Facundo Martín Pérez (Quilmes, 31 de julio de 1999) es un futbolista argentino que juega como centrocampista. Ha pasado por varios equipos: desde Lanús, hasta el Panetolikos de la Superliga de Grecia, a préstamo desde el Club Atlético Lanús. Ahora se encuentra nuevamente cedido en la liga griega, esta vez en AE Larisa.

## Trayectoria
Facundo Pérez hizo su debut en la victoria de Lanús sobre Godoy Cruz (2-0), en la Primera División argentina, en febrero del año 2020.

## Clubes
Actualizado al 2 de abril de 2022
| Club                 | País      | Año           | PJ | Goles |
| -------------------- | --------- | ------------- | -- | ----- |
| Lanús                | Argentina | 2020 -        | 65 | 2     |
| Panetolikos (Cedido) | Grecia    | 2023-presente |    |       |